# Comunicaciones punto-a-punto
Las comunicaciones punto a punto, en general, se refieren a una conexión limitada a dos extremos o nodos, por ejemplo: computadoras o dispositivos móviles.
Punto a punto en inglés se denomina point-to-point, y con las siglas PtP, Pt2Pt, o sus variaciones. Entre otras cosas, también se refiere a peer-to-peer (P2P) para compartir archivos de redes.
Punto a punto es diferente de punto a multipunto, donde el punto a multipunto también se refiere a la emisión o enlace descendente.

## Básica del punto a punto de enlace de datos
Un punto-a-punto de enlace de datos tradicional es un medio de transmisión o comunicación con exactamente dos puntos finales, y no hay datos o paquetes de formato. El centro de computadoras en cada extremo tenía que asumir la plena responsabilidad para el formato de los datos transmitidos entre ellos. En general, la conexión entre la computadora y el medio de transmisión se ejecutaba a través de una interfaz RS-232, o algo similar. Computadoras en proximidad se pueden conectar mediante cables directamente entre sus tarjetas de red.
Cuando se conecta a distancia, cada punto final sería equipado con un módem para convertir las señales analógicas de telecomunicaciones en un flujo de datos digitales. Cuando la conexión utiliza un proveedor de telecomunicaciones, la conexión se denomina dedicada, arrendada o línea privada. La ARPANET utiliza líneas arrendadas para proporcionar datos de punto-a-punto entre sus enlaces de conmutación de paquetes de nodos que se llaman “procesadores de interfaz de mensaje”.

## Enlaces punto a punto modernos
El término de punto a punto se refiere a las telecomunicaciones inalámbricas de comunicaciones de datos para internet o voz sobre IP a través de frecuencias de radio en la gama de varios gigahercios. También incluye tecnologías como el láser para las telecomunicaciones, pero en todos los casos en que el medio de transmisión es la línea de visión y es capaz de ser bastante con vigas de transmisor y el receptor.
La señal de telecomunicaciones suele ser bidireccional, ya sea de acceso múltiple por división de tiempo (TDMA) o canalizado.
En centros e interruptores, un centro proporciona un circuito punto-a-multipunto (o simplemente multipunto) que divide el ancho de banda total suministrado por el centro entre cada nodo cliente conectado. Un interruptor, por el contrario, ofrece una serie de circuitos punto a punto, a través de microsegmentación, que permite a cada cliente de nodo tener un circuito y la ventaja añadida de disponer de conexiones dúplex.